# پیرمحمد صوفی
پیرمحمد صوفی از خوشنویسان سدهٔ نهم قمری است. وی اهل بخارا بود و ۴۴ بار قرآن را نوشته‌است. در کتاب «آثار و احوال خوشنویسان» از سه خوشنویس با نام «پیرمحمد» یاد شده‌است.